# N3 (Ierland)
De N3 is een nationale primaire weg in Ierland met een lengte van 205 kilometer. De weg verbindt de steden Dublin, Enniskillen en Ballyshannon met elkaar. De N3 begint in het centrum van Dublin en loopt daarna via Blanchardstown en Cavan naar de grens met Noord-Ierland. In Noord-Ierland wordt de weg onderbroken door de A509 en A46. Daarna loopt de N3 verder vanaf de grens naar Ballyshannon.
Een deel van de N3 is uitgebouwd tot de autosnelweg M3. Deze weg loopt van Clonee, ten noorden van Dublin, via Drumree en Navan naar Kells. Tussen de buitenwijken van Dublin en de M3 is de N3 uitgebouwd tot vierstrooksweg met middenberm. De rest van de weg heeft slechts twee rijstroken.

## Primaire bestemmingen
De volgende primaire bestemmingen (primary destinations) liggen aan de N3:
- Dublin City
- Castleknock
- Blanchardstown
- Clonee
- Dunshaughlin
- Ross Cross
- Navan
- Kells
- Carnaross
- Lisduff
- Virginia
- New Inn
- Cavan Town
- Butlersbridge
- Belturbet
- Ballyshannon